# Hullu yö
"Hullu yö" (tradução portuguesa: "Uma noite louca") foi a canção que representou a televisão pública finlandesa no Festival Eurovisão da Canção 1991. Foi interpretada em finlandês por Kaija. Foi a 16.ª canção a ser interpretada na noite do evento, a seguir à canção israelita "Kan", interpretada pelo Duo Datz e antes da canção alemã "Dieser Traum darf niemals sterben", cantada pela banda Atlantis 2000. A canção finlandesa terminou em 20.º lugar (penúltimo), tendo colhido apenas 6 pontos.

## Autores
- Letra: Jukka Välimaa
- Música: Ile Kallio
- Orquestração de: Olli Ahvenlahti

## Letra
A canção é cantada na perspetiva de uma mulher que passou uma noite na cama com um homem. Apesar de ambos dizerem que aquilo foi tudo o que a relação foi e que tinha chegado ao fim, o certo é que ela quer estar mais algum tempo com ele.

## Versões
Kaija gravou esta canção também em. inglês: "One more lonely night" e em italiano: "Una nottte folle"